# Uréter

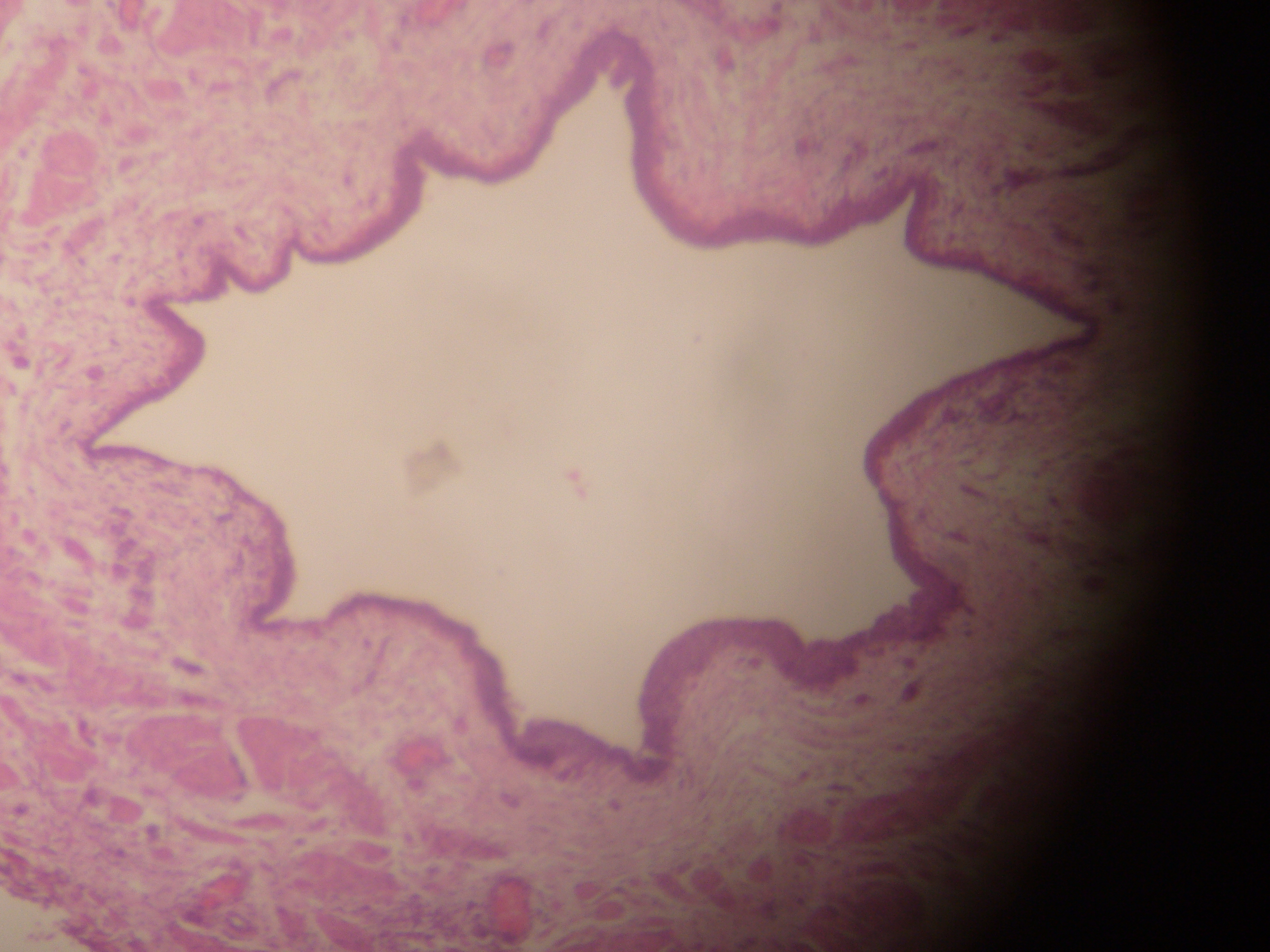
Sección del uréter

El uréter o uréteres son túbulos que nacen de la pelvis renal y miden aproximadamente 30cm y con un diámetro de 3 a 4 mm. Descienden por la pared posterior del abdomen y son retroperitoneales. Tienen distintos trayectos y porciones: lumbares, iliacas pélvicas y vesicales; presentan distintos engrosamientos y ensanchamientos en esas porciones, que son importantes en casos de litiasis.
Descienden en línea recta a nivel del músculo iliopsoas, luego son atravesados en su porción media por las arterias gonadales. Van a existir una serie de arterias que van a provenir de la arteria iliaca interna, de las arterias gonadales o las arterias renales y van a hacer un verdadero plexo alrededor del uréter por lo tanto está bien irrigado, y luego de pasar por la región lumbar, va atravesar los vasos iliacos en una relación de la siguiente forma:
· Uréter derecho cruza la iliaca externa
· Uréter izquierdo cruza la iliaca común
Al atravesar los vasos iliacos es el estrechamiento del uréter, importante en caso de litiasis, pues es donde más se producen.
La última porción de los uréteres es vesical, para desembocar en la cara posteroinferior de la vejiga

## Origen embriológico
Procede del endodermo de la alantoides primitiva que ha ido ascendiendo hasta formar este conducto excretor, formado por:
- Cálices renales.
- Vejiga de la orina.

Esto es un gran error; el uréter es de origen mesodérmico, no del endodermo ni de la alantoides.

## Estructura
El uréter es un tubo músculo-membranoso, formado por tres capas musculares y una adventicia.  

### Capa muscular
Sus fibras musculares se disponen entrecruzadas en tres capas que permiten el peristaltismo del uréter desde los riñones hasta la vejiga.
- Capa longitudinal interna.son conjuntos de fibras musculares que se mueven.
- Capa muscular intermedia, cuyas fibras son circulares y se disponen formando potentes anillos a modo de esfínter.
- Capa longitudinal externa formada a expensas de las fibras.

### Capa adventicia
Formada por tejido conjuntivo que recubre al uréter y la aísla del resto de tejidos.

## Estrechamientos
Posee tres estrechamientos de gran importancia clínica, ya que en ellos se enclavan los cálculos renales al descender.
1. Entre la pelvis renal y el uréter
2. Al cruzar la arteria iliaca externa
3. Al atravesar la pared de la vejiga